# Marius Sava
Marius Sava (Craiova, 30 novembre 1978) è un ex calciatore rumeno, di ruolo centrocampista.

## Carriera
La sua carriera agonistica inizia nell'Universitatea Craiova, club in cui milita dal 1995 al 2003, ad esclusione di una parentesi di sei mesi al Genoa, società italiana, nel 2002.
Con i leoni di Banie disputò il 13 maggio 2000 la finale di Coppa di Romania 1999-2000, persa per 2-0 contro la Dinamo Bucarest.   
Partecipò con il sodalizio di Craiova alla Coppa UEFA 2000-2001, quando l'Universitatea Craiova fu eliminato al Turno Preliminare dal FK Pobeda.
Nel gennaio 2002 si trasferì al Genoa, club che militava nella Serie B italiana. Con i liguri ottenne il dodicesimo posto della Serie B 2001-2002.
Nell'estate 2003 tornò all'Universitatea Craiova  per disputare il suo ultimo campionato con quel club.
Nelle otto stagioni disputate con l'Universitatea Craiova, il miglior piazzamento fu il quarto posto ottenuto nella Divizia A 1995-1996.
Nel 2003 passa al FC Național București, club con cui ottiene il settimo posto della Divizia A 2003-2004.
La stagione seguente passa all'Argeș Pitești, club di massima divisione rumena, in cui militerà sino al gennaio 2006, quando venne ingaggiato dal Pandurii Târgu Jiu.
Con la società di Târgu Jiu milita sino al 2007, disputando due campionati di massima divisione, terminati entrambi con il mantenimento della serie.
Nel 2007 si trasferisce in Ungheria per giocare con il Nyíregyháza Spartacus, club neopromosso in massima serie. Il campionato si concluse al decimo posto, piazzamento di metà classifica.